# Territorio de Bolívar
El territorio de Bolívar fue un territorio federal de los Estados Unidos de Colombia, creada el 30 de septiembre de 1870.

## Generalidades
El territorio comprendía una vasta región ubicada al suroccidente del Estado Soberano de Santander, en la ribera del río Magdalena, comprendiendo en su jurisdicción los corregimientos de Bocas del Carare, Bolívar, Cuevas y Landázuri, que fungía de capital del territorio.
Aunque jurisdiccionalmente pertenecía al Estado Soberano de Santander, su administración estaba a cargo del gobierno federal, el cual nombraba a un prefecto para la dirección de este territorio.